# Thulatthana
Thulatthana est un roi éphémère du royaume d'Anuradhapura, de la dynastie Vijaya, dans l'actuel Sri Lanka.

## Biographie
À la mort de son père, le roi Saddha Tissa, la communauté Mahasangha et les bhikshu ont souhaité que Thulatthana devienne Roi, alors qu'il n'était que le deuxième fils.
Le fils aîné Lanja Tissa était le prince de Ruhuna dans le sud de l'île, comme le veut la tradition, en attendant la prise du pouvoir. Quand il apprit que ce complot se préparait, il remonta à Anuradhapura avec son armée, et détrôna son frère.

### Source historique
- Mahavamsa, récits en pali de l'histoire du Sri Lanka entre 543 av. J.-C. à 302.